# Georgetownská univerzita
Georgetownská univerzita (anglicky Georgetown University) je nejstarší římskokatolická univerzita ve Spojených státech amerických se sídlem ve Washingtonu D.C. Je známá jako elitní škola především díky své výuce diplomacie, mezinárodních studií, politických a ekonomických věd na Fakultě zahraniční služby (School of Foreign Service), která patří k nejlepším na světě, a dále i ve výuce medicíny, práva a byznysu. Na univerzitě každoročně studuje přes 7000 studentů v bakalářských a přibližně 9000 studentů v navazujících studijních programech z více než 120 zemí světa. Mezi nejznámější absolventy patří bývalý americký prezident Bill Clinton, Prezident Evropské Komise José Manuel Barroso, bývalý ředitel CIA George Tenet, herec Bradley Cooper či generál James L. Jones. Georgetown je členem asociace jezuitských vysokých škol a univerzit.

## Historie
Georgetown byl založen roku 1789 jezuitským knězem Johnem Carrollem (1736–1815). Prvním studentem se stal William Gaston, který však musel svá studia přerušit kvůli nemoci. V roce 1814 pomohl poslanec Kongresu Spojených států William Gaston univerzitě k oficiálnímu uznání, které podepsal americký prezident James Madison 1. března 1815. Roku 1817 se stali prvními absolventy bratři Charles a George Dinniesové z New Yorku, kteří ukončili studium umění bakalářskými akademickými tituly. V roce 1850 byla škola rozšířena o lékařskou fakultu (dnes School of Medicine), o dvacet let později (1870) přibyla právnická fakulta (dnes Georgetown Law Center). Tehdy činilo školné minimálně 50 dolarů. Pod vedením kněze Patricka Healyho (1834–1910) (první Afroameričan, který dosáhl titulu doktor), zažila univerzita svou druhou vlnu rozkvětu (1874–1882) a proměnila se z malé školy v moderní univerzitu světového renomé.

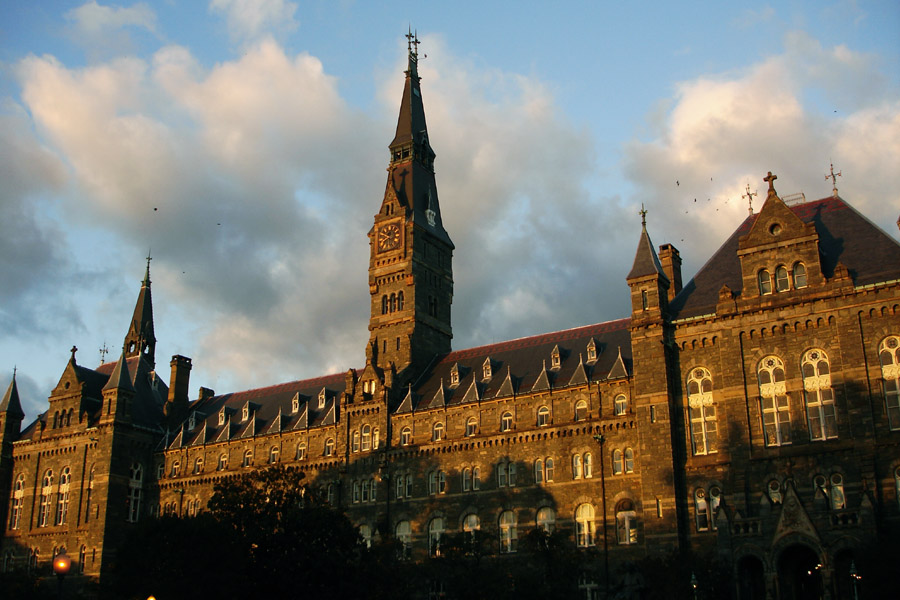
Healy Hall

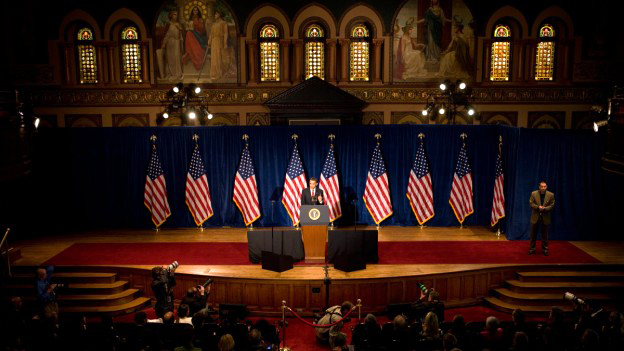
Barack Obama na Georgetown University

Po ukončení americké občanské války (1861–1865), ve které velká většina studentů a absolventů Georgetownu bojovala na straně Konfederace, přijala univerzita své typické barvy modrou (barva severních států – Unie) a šedou (barva jižních států – Konfederace) jako symbol znovusjednocení země.

## Studium
Univerzita je složena z 8 fakult:
- Georgetown College
- Robert E. McDonough School of Business
- Edmund A. Walsh School of Foreign Service
- Georgetown Law
- Graduate School of Arts and Sciences
- School of Medicine
- School of Nursing and Health Studies
- School of Continuing Studies

Georgetown nabízí výuku v 48 bakalářských programech (studenti si rovněž mohou vytvořit vlastní specializaci již během bakalářského studia) a téměř 60% bakalářských studentů stráví alespoň jeden semestr v zahraničí (mezi partnerské instituce patří University of Oxford, University of St. Andrews, London School of Economics, Ludwig-Maximilians-Universität München, Karlova Univerzita v Praze, King's College, Sciences Po Paris, American University in Cairo, Yonsei University, University of Melbourne, Universidad Iberoamericana a mnoho dalších).
Navazující studium je realizováno při 50 katedrách v magisterských, doktorských a double-degree programech.

### Organizační struktura

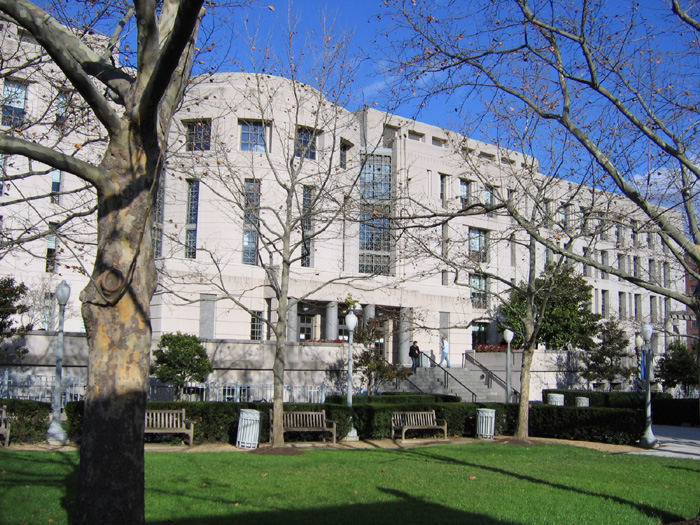
Knihovna v Georgetown University Law Center

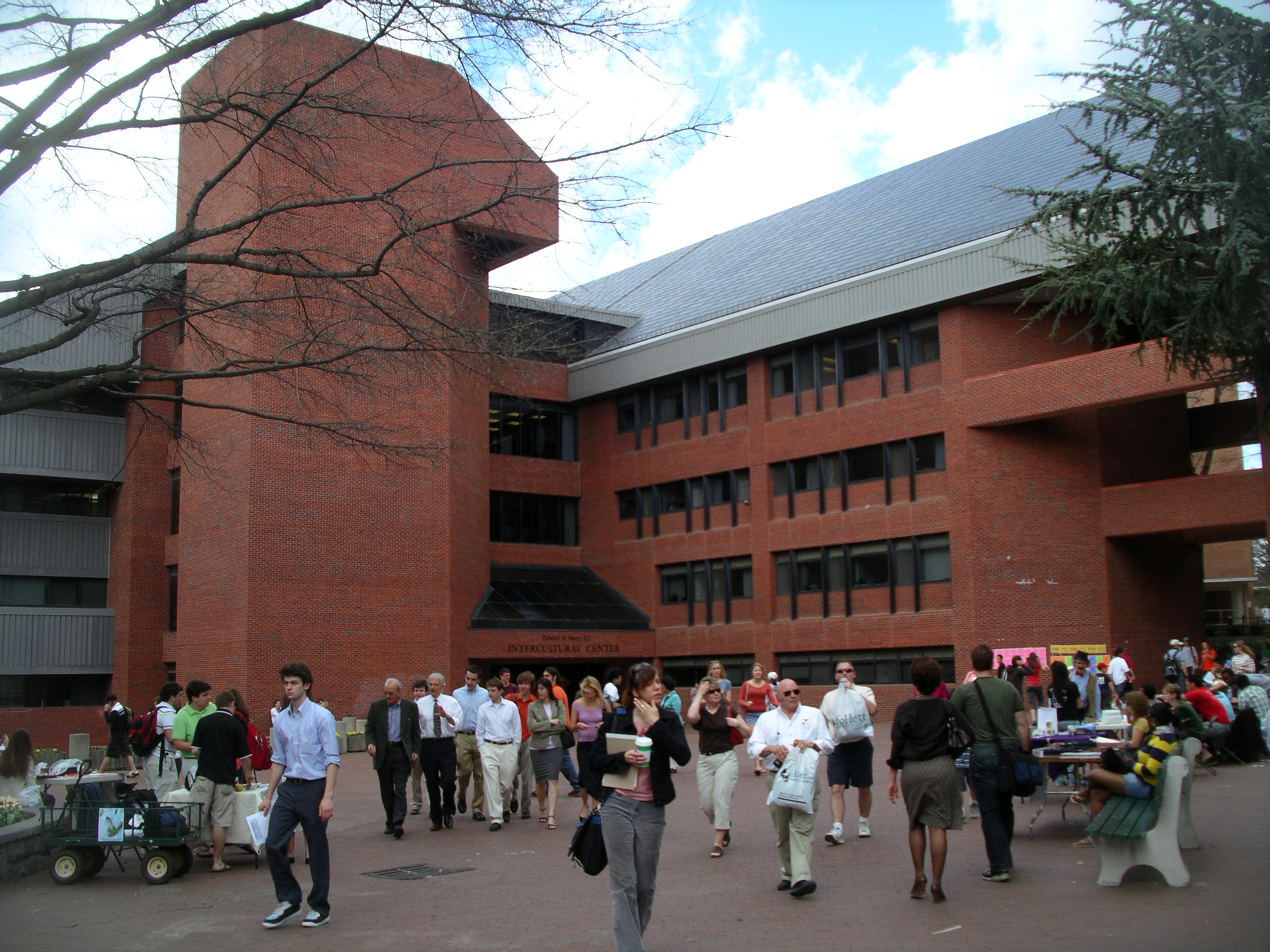
Fakulta zahraniční služby

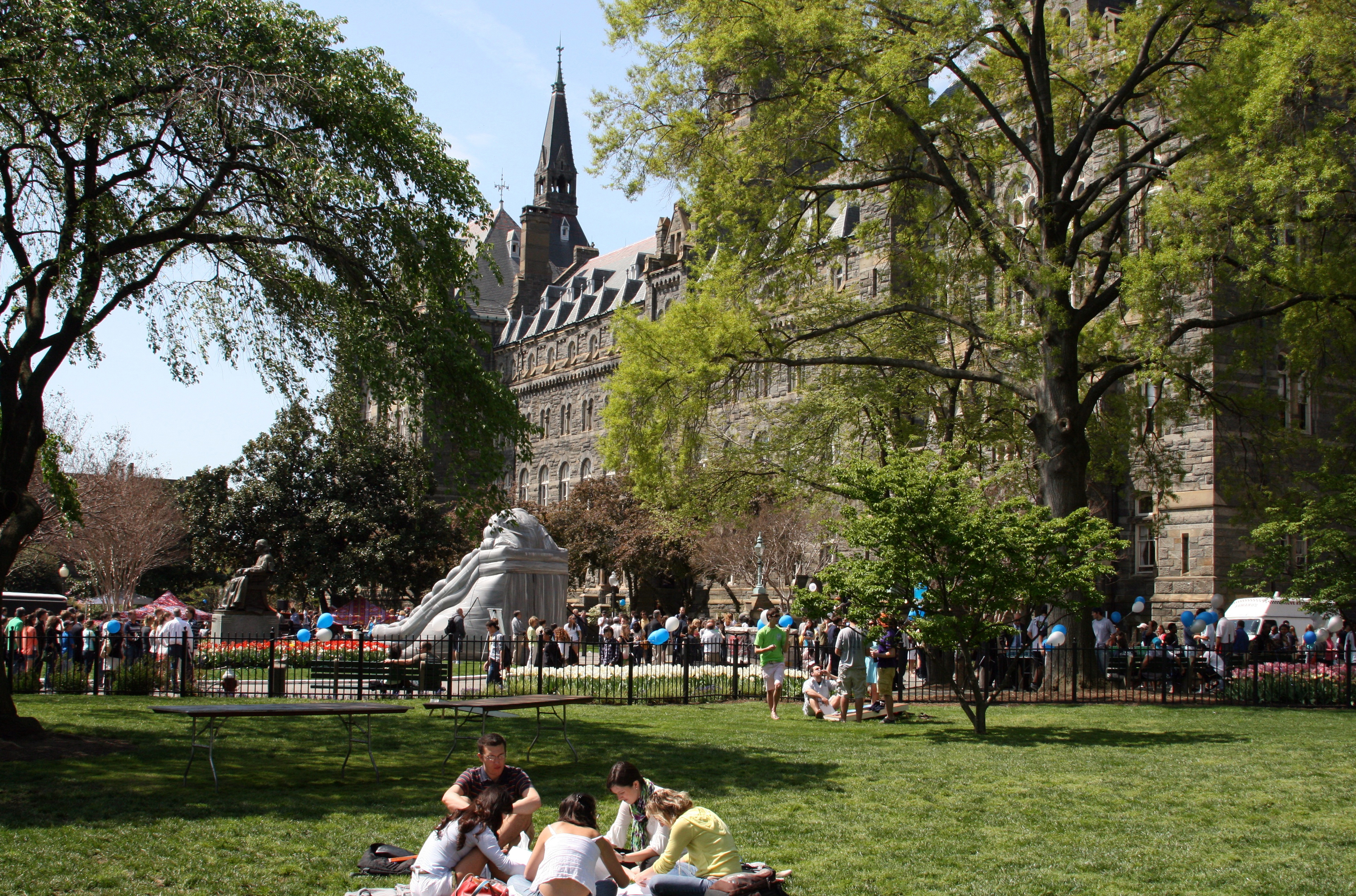
Kampus

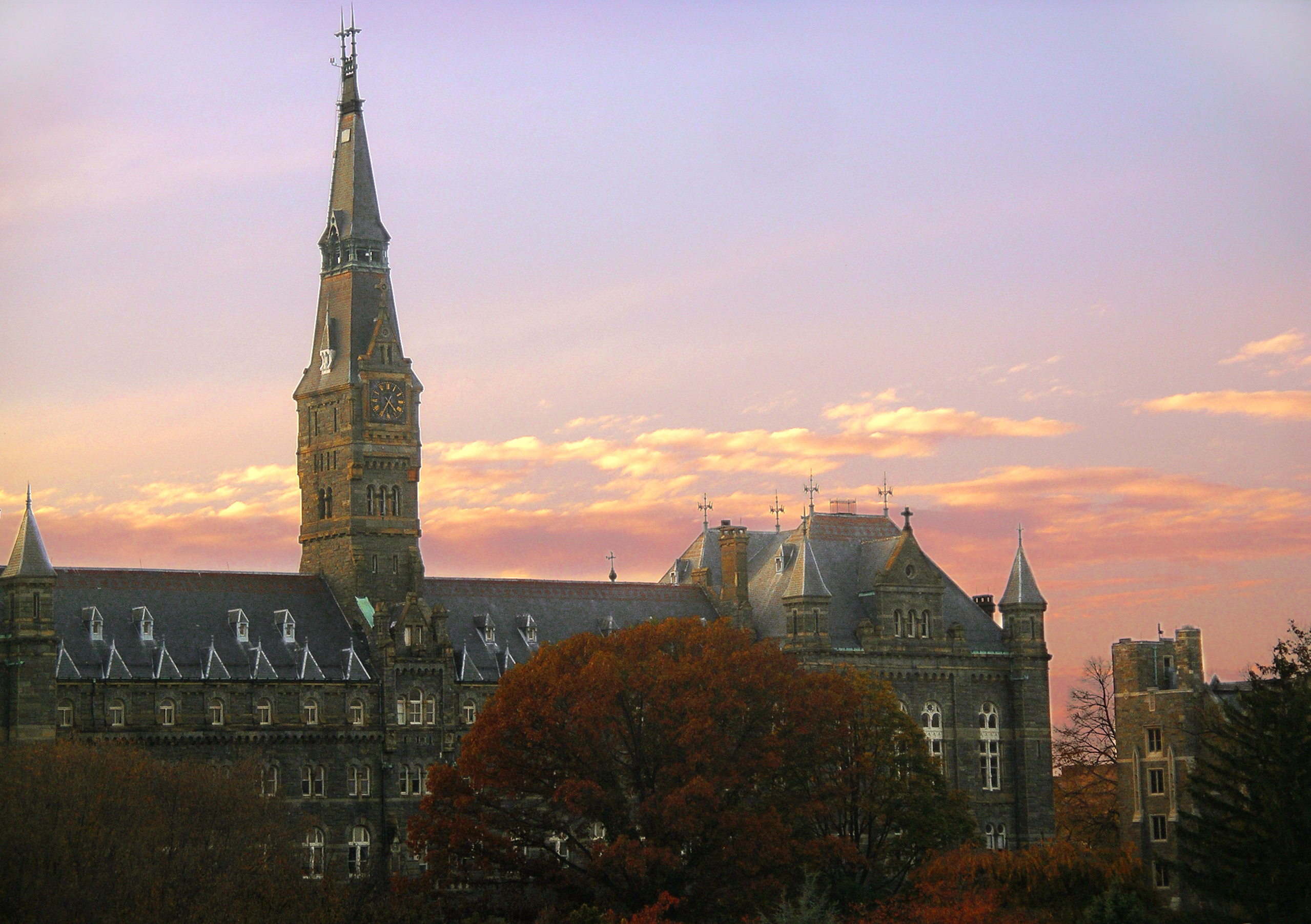
Healy Hall

| Georgetown University | Georgetown University                     | Georgetown University                     | Georgetown University        | Georgetown University                     | Georgetown University                          | Georgetown University                   | Georgetown University             | Georgetown University             |
| --------------------- | ----------------------------------------- | ----------------------------------------- | ---------------------------- | ----------------------------------------- | ---------------------------------------------- | --------------------------------------- | --------------------------------- | --------------------------------- |
| Bakalářské programy   | Georgetown College 1789                   | Georgetown College 1789                   | Georgetown College 1789      | School of Nursing and Health Studies 1903 | Edmund A. Walsh School of Foreign Service 1919 | School of Foreign Service in Qatar 2005 | School of Continuing Studies 1956 | McDonough School of Business 1957 |
| Bakalářské programy   | Georgetown College 1789                   | Georgetown College 1789                   | Georgetown College 1789      | School of Nursing and Health Studies 1903 | Edmund A. Walsh School of Foreign Service 1919 |                                         | School of Continuing Studies 1956 | McDonough School of Business 1957 |
| Navazující programy   | Graduate School of Arts and Sciences 1820 |                                           |                              | School of Medicine 1851                   | Edmund A. Walsh School of Foreign Service 1919 | Law Center 1870                         | School of Continuing Studies 1956 | McDonough School of Business 1957 |
| Navazující programy   | Graduate School of Arts and Sciences 1820 | Center for Contemporary Arab Studies 1975 | Public Policy Institute 1980 | School of Medicine 1851                   | Edmund A. Walsh School of Foreign Service 1919 | Law Center 1870                         | School of Continuing Studies 1956 | McDonough School of Business 1957 |

#### Georgetown College
Nejstarší fakulta (zal. 1789) dodnes vzdělává bakalářské studenty v 30 hlavních oborech (majors) při 23 katedrách (departments). Uděluje bakalářské tituly Bachelor of Arts a Bachelor of Science.

#### Robert E. McDonough School of Business
Nejmladší fakulta (zal. 1957) realizuje výuku bakalářských (BSBA) a magisterských programů (MBA, EMBA). Dle Princeton Review je čtvrtou nejlepší business školou v USA (po Harvardu, Stanfordu a Northwestern University), v mezinárodních žebříčcích se umisťuje v první padesátce.

#### Edmund A. Walsh School of Foreign Service
Edmund A. Walsh School of Foreign Service je považována za jednu z nejprestižnějších v oboru mezinárodních vztahů na světě. Realizuje výuku v jednom bakalářském programu (BSFS) a osmi magisterských programech.. Dle časopisu Foreign Policy je Georgetown druhou nejlepší institucí (po Harvardově univerzitě) vzdělávající profesionály pro americkou vládu a podle výzkumu TRIP/Foreign Policy nabízí nejlepší magisterské programy v mezinárodních studiích na světě (1. Georgetown, 2. Johns Hopkins, 3. Harvard, 4. Princeton, 5. Tufts (...), 9. LSE (...), 15. Oxford) .

#### Georgetown Law
Právnická fakulta Georgetown University sídlí na zvláštním kampusu v centru Washingtonu a uděluje magisterské (LL.M.) a doktorské (JD, S.J.D.) akademické tituly. Dle mnohých hodnocení patří mezi nejlepší v USA, a to zejména v klinických programech a mezinárodním právu.

#### Graduate School of Arts and Sciences
Druhá největší fakulta (po Georgetown Law) nabízí 46 navazujících programů, které jsou realizovány při 34 katedrách. Jde o nejstarší fakultu poskytující magisterské vzdělání ve Spojených státech amerických (zal. 1820).

#### School of Medicine
Lékařská fakulta spolu s Fakultní nemocnicí (Georgetown University Hospital) uskutečňuje výuku v magisterských (MD) a doktorských programech (PhD). V roce 2008 bylo ke studiu přijato 3,1 % uchazečů. Založena byla v roce 1851.

#### School of Nursing and Health Studies
Fakulta zdravotní péče poskytuje vzdělání v bakalářských a magisterských programech v oborech zdravotní péče, managementu a mezinárodního lékařství.

#### School of Continuing Studies
Fakulta třetího věku poskytuje vzdělání seniorům starším 55 let. Vzdělává každoročně více než 5000 studentů a uděluje bakalářské, magisterské a doktorské tituly.

### Reputace
Univerzita patří mezi nejselektivnější instituce terciárního vzdělávání v USA. V roce 2012 bylo do bakalářských programů přijato 16% uchazečů. Do navazujících programů bylo přijato mezi 3,6% a 34,9% uchazečů (dle oboru). Na základě výzkumu National Bureau of Economic Research z roku 2004 patří Georgetown mezi 20 nejžádanějších univerzit v USA a mnohé na univerzitě vyučované obory mají mezinárodní renomé (například magisterské programy mezinárodních studií na School of Foreign Service jsou dle časopisu Foreign Policy nejlepší na světě). Pro svou relativně malou velikost a užší spektrum vyučovaných oborů nezaujímá v mezinárodních žebříčcích nejvyšší pozice jako podobně selektivní univerzity.

## Kampus
Univerzita se nachází v Georgetownu (městská část severozápadně od Washingtonu D.C.), který se rozkládá mezi 35. ulicí NW a Glover Archibold Park a mezi řekou Potomac a Reservoir Road. Je vzdálená asi 20 bloků od Bílého domu. Právnická fakulta (Georgetown University Law Center) leží na New Jersey Avenue několik bloků od Kapitolu.

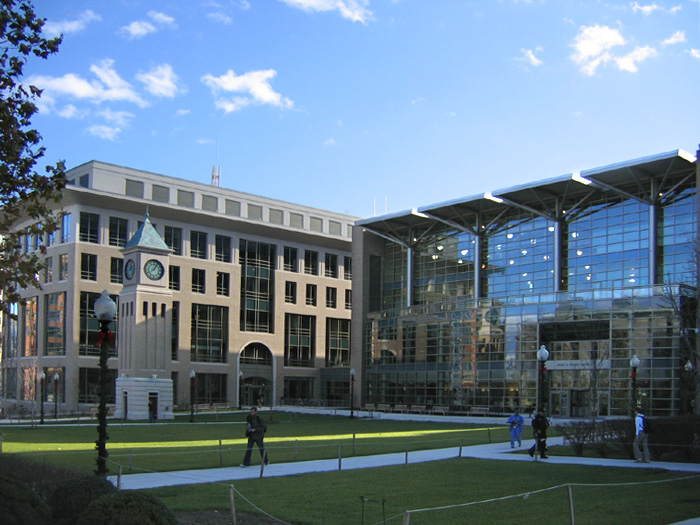
Centrum mezinárodního práva

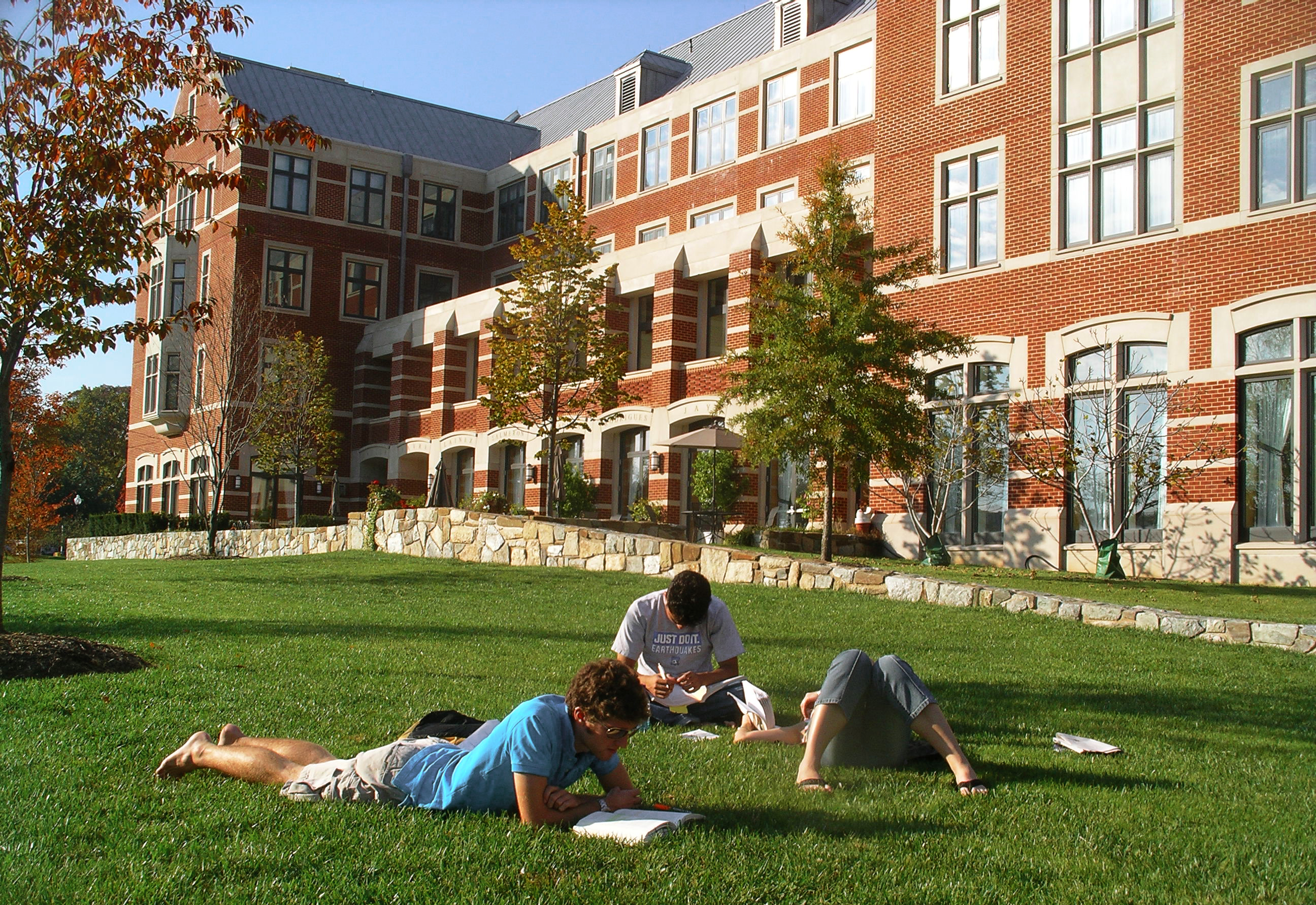
Studenti u jezuitské rezidence

### Zahraniční centra
Georgetown University disponuje několika nemovitostmi v zahraničí, z nichž nejdůležitější se nacházejí v Itálii, Turecku a Kataru. Budova Fakulty zahraniční služby v Kataru byla otevřena v roce 2005 a probíhá v nich výuka bakalářských studijních programů v oboru mezinárodních vztahů a diplomacie. Univerzita dále disponuje akademickými centry v Londýně a Šanghaji.

## Studentský život

### Demografie
Mezi studenty jsou tradičně zastoupeny četné etnické, náboženské a národnostní skupiny. Každoročně je přibližně 10% studentů zahraničních, přičemž zastoupeno je průměrně 130 národností. 41,2 % studentů se hlásí k římskokatolické církvi, 22 % k protestantským církvím, 6,5 % k judaismu. Na univerzitě studuje více než 400 muslimských studentů. Bakalářští studenti bydlí na hlavním kampusu, studenti navazujících programů v okolí univerzity.

### Studentské organizace
Téměř všichni studenti jsou zapojeni do aktivit alespoň jedné studentské organizace, kterých působí na univerzitě téměř 200. Na univerzitě působí studentské noviny "The Hoya" a týdeníky "Georgetown Law Weekly" a "The Georgetown Voice".

### Sport
Sportovní týmy Georgetown University se nazývají Hoyas (podle starého pokřiku Hoya Saxa). Univerzita je členem Big East Conference. Dle žebříčku U.S. News & World Report patří sportovní týmy univerzity mezi 20 nejlepších v národním srovnání.

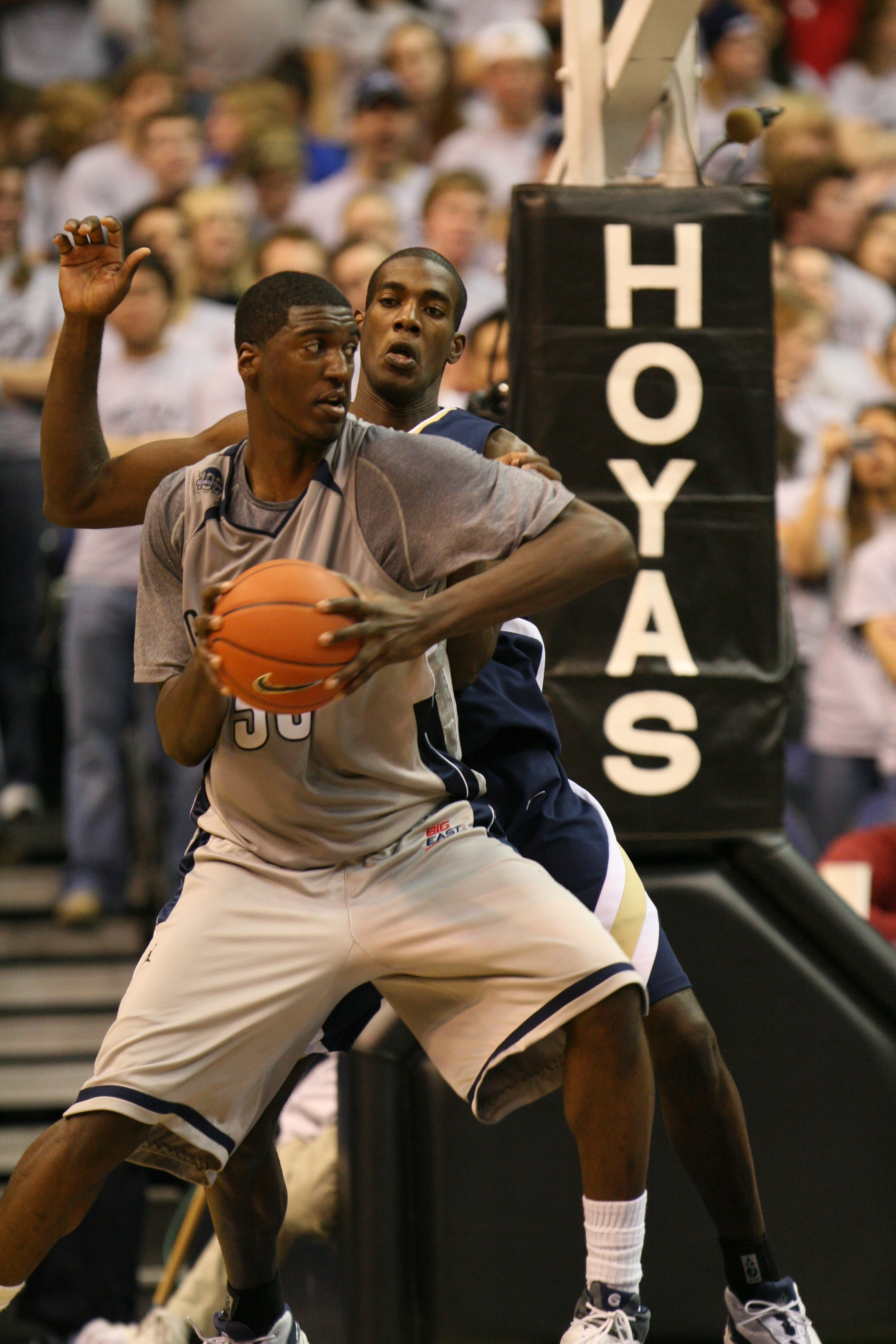
Basketbal

## Známí absolventi

### Politici
- Bill Clinton – 42. americký prezident
- Abdulláh II. – jordánský král
- José Manuel Durão Barroso – předseda Evropské komise a bývalý portugalský premiér
- Madeleine Albrightová – bývalá ministryně zahraničních věcí USA
- Šlomo Argov – izraelský diplomat
- Giorgi Baramidze – gruzínský politik
- Bob Barr – americký politik
- Kurt Biedenkopf – bývalý premiér Saska
- Alfredo Cristiani – bývalý prezident Salvadoru
- Ricardo Arias Espinosa – bývalý prezident Panamy
- Felipe – španělský král
- Robert Gates – americký ministr obrany
- Dalia Grybauskaitė – prezidentka Litvy
- Željko Komšić – politik v Bosně a Hercegovině
- Gloria Macapagal-Arroyová – bývalá filipínská prezidentka
- Galo Plaza – bývalý prezident Ekvádoru
- John Podesta – ředitel kanceláře Bílého domu za prezidenta Clintona
- Sadako Ogata – bývalá japonská Vysoká komisařka OSN pro uprchlíky v letech 1991 až 2001
- Antonin Scalia – člen Nejvyššího soudu USA
- Edward Douglass White – bývalý předseda Nejvyššího soudu USA
- Parag Khanna – přední americký analytik mezinárodních vztahů
- Laura Chinchilla – bývalá prezidentka Kostariky

### Další
- Eliška Hašková-Coolidge – bývalá asistentka amerických prezidentů českého původu
- Amerie – americká r&b zpěvačka, skladatelka a držitelka nominace na prestižní cenu Grammy
- John-David F. Bartoe – astronaut
- Pat Buchanan – americký konzervativní spisovatel, politik, publicista a televizní komentátor
- Patrick Ewing – bývalý americký profesionální basketbalista jamajského původu
- Allen Iverson – basketbalista NBA
- Vera Rubin – americká astronomka

## Známí vyučující
- Madeleine Albrightová[5]